# ارنو تانغوي
ارنو تانغوي (بالفرنسية: Arnaud Tanguy)‏ (21 يناير 1976 بريست فرنسا - ) هو لاعب كرة قدم فرنسي، يلعب كلاعب وسط.

## مسيرته

### مسيرته مع الأندية
- 1993 - 1995 لعب مع نادي بريست 55 مباراة.
- 1995 - 2000 لعب مع نادي كاين 25 مباراة سجل خلالها هدف.
- 2000 - 2001 لعب مع راسينغ كولومب 27 مباراة.